# Leźnica Wielka
Pour l’article homonyme, voir Leźnica Wielka-Osiedle.
Leźnica Wielka est une localité polonaise de la gmina de Parzęczew, située dans le powiat de Zgierz en voïvodie de Łódź.